# Застава М48
Застава М48 — югославская винтовка, состоявшая на вооружении Югославской Народной Армии и разработанная компанией Застава Оружие. Усовершенствованная версия немецкой винтовки Mauser 98k и бельгийской Mauser M1924.

## История
После освобождения Югославии от немецких захватчиков в руки к югославам попало множество трофейных немецких винтовок Mauser 98k. Имея опыт в производстве винтовочного оружия (в Югославии до войны производились винтовки Mauser M1924 бельгийской разработки) и эту немецкую винтовку, югославские специалисты-оружейники из концерна «Застава Оружие» разработали собственную винтовку, совмещающую в себе достоинства двух предыдущих винтовок.
По форме Застава М48 напоминает Mauser 98k, однако она немного короче, что является отсылкой к M1924. В то же время винтовка М48 имеет изогнутый затвор, в отличие от Mauser M1924, где затвор прямой.
Большая часть винтовок сразу после производства была отдана на хранение на склады. Ограниченная партия, 4 000 единиц, была выпущена со снайперским прицелом. Модификация винтовки M48BO состояла на вооружении Сирии.

## Модификации
M48 (1948—1952) — начальная версия оружия. Другие модификации:
- M48A (1952—1956) — дальнейшее усовершенствование оружия, давшее возможность увеличить скорость его производства и одновременно уменьшить затраты на него.
- M48B (1956—1965) — конечная версия оружия. С 1956 года винтовки М48 поставлялись только на экспорт.
- M48BO (1956—1965) — абсолютно идентична винтовке М48B. Разница состояла в том, что эти винтовки изготовлялись без маркировок и обозначений.
- M48/63 — спортивная версия винтовки М48 с укороченным стволом. Сам ствол изготовлен из хромованадиевой стали методом холодной ковки. Деревянные детали изготовлены из древесины бука[4].